# Sex verandert alles
Sex verandert alles is een Nederlandstalig liedje van de Belgische band De Mens uit 1999.
De gelijknamige single waarop het verscheen bevatte ook nog het nummer Zeventien (elektro).
Het liedje verscheen ook op hun gelijknamige album uit 1999.

## Meewerkende artiesten
Producers: 
- Dirk Jans
- Frank Vander linden

Muzikanten:
- Dirk Jans (drums, zang)
- Frank Vander linden (gitaar, harmonica, zang)
- Michel De Coster (basgitaar)